# 格倫科 (內布拉斯加州)
格倫科（英語：Glencoe）是位於美國內布拉斯加州道奇縣的鬼鎮。

## 歷史
格倫科的郵局於1871年設立，其後於1896年停運。

## 地理
格倫科所處的海拔為高於海平面437米（即1434英呎），而該地所採用的時區為UTC-6，即北美中部时区（CST）。同時該地設有夏令時間，為UTC-6調快一小時，即UTC-5（CDT）。